# Berïk Şaïxov
Berïk Nasımkwlulı Şaïxov (in kazako Берик Насымкулұлы Шаихов?; 20 febbraio 1994) è un calciatore kazako, centrocampista dello Yelimay.

## Carriera

### Club
Ha giocato nella prima divisione kazaka.

### Nazionale
Ha giocato nelle nazionali giovanili kazake Under-17, Under-19 ed Under-21.

## Palmarès

### Club

#### Competizioni nazionali
- Qazаqstan Prem'er Ligasy: 1

Astana: 2017